# Stadio Piergiovanni Mecchia
Das Stadio Piergiovanni Mecchia ist ein Fußballstadion mit Radrennbahn in der nordostitalienischen Stadt Portogruaro in der Provinz Venedig, Region Venetien.

## Geschichte
Das im Jahr 1947 eröffnete Stadion ist die Heimstätte des Fußballvereins Calcio Portogruaro Summaga (2013 neugegründet als Portogruaro Calcio ASD) und wurde mit finanzieller Hilfe von Pier Giovanni Mecchia errichtet. Des Weiteren wird auch die Radrennbahn aus Zement bis zum heutigen Tage genutzt. Die Sportstätte hält für die Besucher 3.335 Sitzplätze auf den Rängen bereit und das Spielfeld besteht aus Naturrasen. Die Haupttribüne mit 2.000 Plätzen ist teilweise überdacht. Auf der unüberdachten Gegentribüne liegen u. a. 835 Plätze für die Gästefans. Für die Journalisten stehen 25 Arbeitsplätze zur Verfügung.
In der Saison 2010/11 fanden nach dem Aufstieg der Calcio Portogruaro Summaga erstmals Spiele der Serie B im Stadion von Portogruaro statt.
Die Radrennbahn wurde 1947 mit einem Rennen eröffnet, an dem damals populäre Fahrer wie Giordano Cottur, Antonio Bevilacqua, Adolfo Leoni und Giovanni Pinarello teilnahmen, später starteten dort auch Fausto Coppi und Gino Bartali.
2016 wurde die Startkurve der Radrennbahn nach einer umfassenden Renovierung dem Radrennfahrer Sergio Bianchetto gewidmet, 2017 wurde die Zielkurve während der Due Giorni di Portogruaro und anlässlich des 70-jährigen Bestehens der Bahn nach Silvio Martinello benannt. Der italienische Radsportler Francesco Lamon, nationaler Meister im Punktefahren, begann auf dieser Bahn mit dem Radsport.